# Karlskoga
Karlskoga este un oraș în Suedia.

## Demografie
| \| Evoluția demografică a zonei urbane Karlskoga, 1970–2015 \| Evoluția demografică a zonei urbane Karlskoga, 1970–2015 \| Evoluția demografică a zonei urbane Karlskoga, 1970–2015 \| Evoluția demografică a zonei urbane Karlskoga, 1970–2015 \| Evoluția demografică a zonei urbane Karlskoga, 1970–2015 \| \| --------------------------------------------------------------------------------------- \| -------------------------------------------------------- \| -------------------------------------------------------- \| -------------------------------------------------------- \| -------------------------------------------------------- \| \| An \| \| \| Locuitori \| \| \| 1970 \| 1970 \| \| 36.963 \| 36.963 \| \| 1975 \| 1975 \| \| 35.425 \| 35.425 \| \| 1980 \| 1980 \| \| 34.329 \| 34.329 \| \| 1990 \| 1990 \| \| 31.106 \| 31.106 \| \| 1995 \| 1995 \| \| 30.177 \| 30.177 \| \| 2000 \| 2000 \| \| 28.579 \| 28.579 \| \| 2005 \| 2005 \| \| 27.500 \| 27.500 \| \| 2010 \| 2010 \| \| 27.084 \| 27.084 \| \| 2015 \| 2015 \| \| 27.490 \| 27.490 \| \| Sursa: SCB - Statistika Centralbyrån, Folkmängden per tätort. Vart femte år 1960 - 2016 \| \| \| \| \| |      |  |           |        |
| Evoluția demografică a zonei urbane Karlskoga, 1970–2015 |      |  |           |        |
| An |      |  | Locuitori |        |
| 1970 | 1970 |  | 36.963    | 36.963 |
| 1975 | 1975 |  | 35.425    | 35.425 |
| 1980 | 1980 |  | 34.329    | 34.329 |
| 1990 | 1990 |  | 31.106    | 31.106 |
| 1995 | 1995 |  | 30.177    | 30.177 |
| 2000 | 2000 |  | 28.579    | 28.579 |
| 2005 | 2005 |  | 27.500    | 27.500 |
| 2010 | 2010 |  | 27.084    | 27.084 |
| 2015 | 2015 |  | 27.490    | 27.490 |
| Sursa: SCB - Statistika Centralbyrån, Folkmängden per tätort. Vart femte år 1960 - 2016 |      |  |           |        |